# Orenburg (tỉnh)

Orenburg Oblast (tiếng Nga: Оренбу́ргская о́бласть, Orenburgskaya oblast) là một chủ thể liên bang của Nga (một tỉnh) thuộc vùng liên bang Volga. Trung tâm hành chính là thành phố Orenburg.
Phía bắc giáp tỉnh Chelyabinsk và nước cộng hòa Bashkortostan, phía nam giáp các tỉnh Aktobe và Tây Kazakhstan của Kazakhstan, phía đông giáp tỉnh Kostanay của Kazakhstan, phía tây giáp tỉnh Samara.